# Alexander Cambitoglou
Alexander Cambitoglou (griechisch Αλέξανδρος Καμπίτογλου Aléxandros Kabítoglou; geboren 1922 in Thessaloniki; gestorben am 29. November 2019 in Sydney) war ein australischer Klassischer Archäologe griechischer Abstammung.

## Leben
Alexander Cambitoglou studierte zunächst an der Universität Thessaloniki, an der er einen Bachelor of Arts erlangte. An der University of Manchester machte er seinen Magister, bevor er an der Universität London promoviert wurde. Einen weiteren Doktortitel erwarb er an der University of Oxford, an der er bei John D. Beazley studierte. Von 1954 bis 1956 war er als zweiter Professor für Klassische Archäologie an der University of Mississippi, von 1956 bis 1961 als zweiter Professor am Bryn Mawr College in Pennsylvania.  
1956 bis 1961 war er Mitglied des amerikanischen Komitees für das Corpus Vasorum Antiquorum und leitete als Direktor die Sommerseminare der American School of Classical Studies at Athens. Unter George E. Mylonas nahm er an den Ausgrabungen am Heiligtum in Eleusis teil.
1961 führte ihn sein Weg nach Australien, wo er an der Universität Sydney zunächst als Lehrbeauftragter, ab dem 1. April 1963 als Professor für Archäologie wirkte. 1978 wurde er Arthur and Renee George-Professor für Klassische Archäologie an der Universität Sydney. Diesen Lehrstuhl hatte er bis zu seiner Emeritierung 1989 inne. Von 1963 bis 2000 war Cambitoglou daneben Kurator der Antikensammlung des Nicholson Museum in Sydney.
Bald nach seiner Ankunft in Australien begann Alexander Cambitoglou damit, australische Forschungen in Griechenland zu fördern. 1967 nahm er seine Ausgrabungen in der geometrischen Siedlung von Zagora auf Andros auf, ein Gemeinschaftsprojekt der Archäologischen Gesellschaft in Athen und der Universität Sydney. 1975 wurden diese Untersuchungen durch die australischen Ausgrabungen in Torone abgelöst, die er ebenfalls leitete. Diese Unternehmungen machten eine dauerhafte australische Präsenz in Griechenland notwendig. 1980 begründete Cambitoglou daher das Australian Archaeological Institute at Athens (AAIA), dessen Direktor er bis 2016 war.
Neben der Publikation seiner zahlreichen Ausgrabungsberichte galt sein Hauptinteresse seit seinen Studententagen der Rotfigurigen Vasenmalerei der griechischen Kolonien im südlichen Italien. Auf diesem Forschungsgebiet arbeitete er über vierzig Jahre mit Arthur D. Trendall zusammen, mit dem gemeinsam er zahlreiche Werke zu den Ergebnissen ihrer Forschung veröffentlichte.
Auf Grund seiner umfassenden Kenntnisse war Cambitoglou Mitglied des internationalen wissenschaftlichen Komitees am Lexicon Iconographicum Mythologiae Classicae und des Corpus Speculorum Etruscorum.

## Auszeichnungen
- Kommandeur des Order of Australia (AO), 1987 für seine Beiträge zur Archäologie und den internationalen Kulturbeziehungen Australiens verliehen
- Kommandeur des Phönix-Orden, 1998 von Griechenland verliehen.
- Auszeichnung mit der Centenary Medal, 2001 durch Australien für seinen Verdienste um die australische Gesellschaft und die Menschheit, die er durch seine Tätigkeit als Klassischer Archäologe erworben hat.

## Mitgliedschaften
- Mitglied der Archäologischen Gesellschaft in Athen
- Mitglied der Society of Antiquaries of London
- Mitglied der Australian Academy of the Humanities
- Korrespondierendes Mitglied des Deutschen Archäologischen Instituts
- Mitglied der Akademie von Athen

## Publikationen (Auswahl)
- mit Arthur D. Trendall: Apulian Red-Figured Vase-Painters of the Plain Style. Archaeological Institute of America, Rutland (Vermont) 1961.
- The Brygos Painter. Sydney University Press, Sydney 1968.
- mit James J. Coulton, Judith M. Birmingham, John Richard Green: Zagora I. Excavations of a Geometric Settlement on the Island of Andros, Greece. Sydney University Press, Sydney 1971. (Nachdruck: Athen 1992 durch die Archäologische Gesellschaft Athen).
- mit Margot Schmidt, Arthur D. Trendall: Eine Gruppe Apulischer Grabvasen in Basel. Studien zu Gehalt und Form der unteritalischen Sepulkralkunst von Zabern, Mainz 1976.
- mit Arthur D. Trendall: The Red-Figured Vases of Apulia. Band 1. Oxford University Press, Oxford 1978.
- (Hrsg.): Studies in Honour of Arthur Dale Trendall. Sydney University Press, Sydney 1979.
- mit Arthur D. Trendall: The Red-Figured Vases of Apulia. Band 2. Oxford University Press; Oxford 1982.
- mit Arthur D. Trendall: First Supplement to The Red-Figured Vases of Apulia. Institute of Classical Studies, London 1983.
- mit Christian Aellen, Jacques Chamay: Le Peintre de Darius et son Milieu. Hellas et Roma, Genf 1986.
- mit James J. Coulton, Ann Birchall, John Richard Green: Zagora II. Excavation of a Geometric Town on the Island of Andros, Greece. Athens Archaeological Society, Athen 1988.
- mit Arthur D. Trendall: Second Supplement to The Red-Figured Vases of Apulia. Teil 1. London Institute of Classical Studies, London 1992.
- (Hrsg.): Classical Art in the Nicholson Museum Sydney. von Zabern, Mainz 1995.
- mit Jacques Chamay: Céramique de Grande Grèce. La collection de fragments H. A. Cahn. Hellas et Roma, Genf 1997.